# خندرینگن
خندرینگن (به هلندی: Gendringen) یک منطقهٔ مسکونی در هلند است که در آده ایسل‌استریک واقع شده‌است. خندرینگن ۴٬۵۰۰ نفر جمعیت دارد.

## خواهرخوانده
شهر کامنیک خواهرخواندهٔ خندرینگن هست.